# 庙街乡
庙街乡，是中华人民共和国河南省平顶山市舞钢市下辖的一个乡镇级行政单位。

## 行政区划
庙街乡下辖以下地区：
庙街村、山和庄村、刘沟村、人头山村、曹庄村、党庄村、胡沟村、干沟村、东营村、郭洼村、大韩庄村和冷岗村。